# Coleophora repentis
Coleophora repentis é uma espécie de mariposa do gênero Coleophora pertencente à família Coleophoridae.